# 마차고등학교
마차고등학교(磨磋高等學校)는 대한민국 강원특별자치도 영월군 북면 마차리에 있는 공립 고등학교이다.

## 학교 연혁
- 1958년 5월 8일 : 마차고등학교 3학급 설립 인가
- 1958년 7월 17일 : 마차고등학교 개교
- 1961년 3월 11일 : 제1회 졸업식 거행(37명 졸업)
- 1982년 3월 1일 : 학급 증설(학년당 2개) 운영 시작
- 1991년 11월 30일 : 관사 6동 준공
- 1997년 3월 1일 : 학급 감축(학년당 1개) 운영 시작
- 2019년 3월 1일 : 고교학점제 연구학교 지정(3년)
- 2023년 9월 1일 : 제36대 엄연옥 교장 부임
- 2024년 1월 4일 : 제64회 졸업식(10명, 누적졸업생수 2,728명)
- 2024년 3월 4일 : 제67회 신입생 8명 입학

## 참고 자료
- 마차고등학교 - 한국교육학술정보원 학교알리미